# XIP
 (juin 2019).
Si vous disposez d'ouvrages ou d'articles de référence ou si vous connaissez des sites web de qualité traitant du thème abordé ici, merci de compléter l'article en donnant les références utiles à sa vérifiabilité et en les liant à la section « Notes et références ».
Axway Integration Platform, ou XIP, est un logiciel interpréteur comptable de la société Axway.
XIP a été le successeur de Règle du Jeu. Depuis, la solution a évolué significativement et se nomme désormais Accounting Integration Suite (AI Suite).

## Interpréteur comptable
Il s'agit d'un logiciel interpréteur (ou traducteur) comptable ou Accounting Rule Engine en anglais. L'objectif de ce type de logiciel est de traduire des évènements de gestion (par exemple l'enregistrement d'une commande, le paiement d'une mensualité de prêt, etc.) en écritures comptables qui servent à alimenter un progiciel de comptabilité. La traduction représente l'application des schémas comptables appropriés à chaque type d'évènements, comme le ferait un comptable dans un processus de comptabilisation. Ainsi le moteur de règle applique de façon automatique des schémas comptables à l'ensemble des évènements qui lui sont apportés et produit des journaux comptables aptes à alimenter un système comptable ou un progiciel de gestion intégré (ERP).
Un interpréteur comptable évite aux applications d'un système d'information d'entreprise de détenir la logique comptable à appliquer. L'importance de ce type d'approche est relative à la fréquence des changements qui peuvent intervenir sur ces mêmes schémas au sein d'une direction comptable. La multiplication des applications informatiques dans une entreprise multiplie d'autant la complexité. Ainsi, la centralisation de l'ensemble de ces schémas participe-t-elle à un accroissement de productivité et de réactivité aux changements extrêmement significatif.
Ce type de solution s'adresse essentiellement à des grandes et moyennes entreprises qui traitent des quantités importantes d'informations provenant de systèmes d'information relativement hétérogènes, c'est-à-dire conçus à partir d'un grand nombre d'applications.
Une solution d'Accounting Rule Engine (interpréteur comptable) s'accompagne souvent de nombreux services utiles aux directions financières d'entreprise, tels qu'une piste d'audit, permettant de conserver une trace de l'ensemble des traitements réalisés (à fin d'audit notamment), de systèmes de traitement semi-automatisés pour la gestion des opérations comptables manuelles, ou encore d'édition de rapports, de conception de règles comptables, de tableaux de bords de suivis, etc.

## DeRègle du JeuàAccounting Integration Suite
Le premier interpréteur comptable est apparu à la fin des années 1980 avec Règle du jeu édité par la société Axway, alors division puis filiale de Sopra Group. Cette solution s'est massivement déployée en France et en Europe de l'Ouest depuis, puisque de très nombreuses grandes entreprises l'utilisent dans leur système d'information.
Il y a eu 5 principales versions de cette solution, la première diffusée massivement étant la version 5. La version 8 a apporté une meilleure séparation client-serveur. XRDJ a notamment amélioré la sécurité et a simplifié les paramétrages des règles d'interprétation comptable.
SAI (Synchrony Accounting Integrator) a apporté de nombreuses améliorations fonctionnelles.
Enfin, depuis 2011, Accounting Integration Suite (AI Suite) est une évolution majeure puisqu'elle intègre l'ensemble du processus de production comptable et financier (traduction comptable, piste d'audit interactive, traitements des rejets, gestion des saisies manuelles, réconciliation, reporting, documentation des schémas comptables, architecture massivement parallèle, tableaux de bords de suivi de bout en bout du processus, etc.).